# King of the Delta Blues Singers
Albums de Robert Johnson
King of the Delta Blues Singers, Vol. II
(1970)
King of the Delta Blues Singers est une compilation du chanteur et guitariste de Delta blues américain Robert Johnson, sortie en 1961 sur Columbia Records. Celle-ci regroupe, pour la première fois, de nombreux enregistrements du bluesman sur un même album. Certains titres étaient déjà parus en 78 tours en 1937 et 1938, mais le disque comporte également plusieurs prises différentes de celles publiées en single, ainsi que trois chansons inédites.
Il est considéré comme l'un des plus grands et des plus influents albums de blues. En 2020, Rolling Stone le classe 374e sur sa liste des 500 plus grands albums de tous les temps.

## Musique
L'album regroupe seize enregistrements mono, dont neuf étaient auparavant disponibles en 78 tours sur le label Vocalion, initialement enregistrés lors de deux sessions de Johnson en 1936 et 1937. À l'époque, les disques se sont relativement bien vendus dans leur marché cible du Sud et du Sud-Ouest des États-Unis, obtenant même avec Terraplane Blues une sorte de hit régional, mais leurs chiffres de vente n'ont jamais dépassé les 5 000 exemplaires au total. Au moment de la parution de cet album, Johnson est surtout une rumeur, voire un parfait inconnu, à l'exception d'un petit groupe de collectionneurs et de ceux qui avaient acheté les 78 tours originaux. En 1961, seuls quelques titres sont disponibles sur d'autres albums : Preachin' Blues sur The Country Blues produit par Sam Charters (1959) et From Four Until Late et Standing At The Crossroads sur The Rural Blues (1960).
Une copie préliminaire de l'album est livrée par son instigateur, le producteur John Hammond, à sa dernière signature chez Columbia, Bob Dylan, qui n'avait encore jamais entendu parler de Johnson et est fasciné par l'intensité des enregistrements,.
En 1938, John Hammond avait voulu inviter Johnson à From Spirituals to Swing, le mythique concert qu'il organisait au Carnegie Hall de New York, avant d'apprendre que le chanteur était mort un an auparavant. Hammond incite Columbia à assembler ce disque au plus fort du renouveau de la musique folk. King of the Delta Blues Singers est le premier des albums rétrospectifs pour les artistes folk, country et blues des années 1920 et 1930 redécouverts à la suite de ce renouveau, dont certains seront localisés et invités à se produire lors d'événements tels que le Newport Folk Festival. Néanmoins, le LP de Johnson ne réussit pas à se frayer un chemin dans les charts. Mais la qualité de la musique de Johnson est enfin reconnue et sa réputation grandit. L'album devient une marque de bon goût dans les années 1960, comme en témoigne son apparition sur la photo de la pochette de l'album Bringing It All Back Home de Bob Dylan au milieu de divers emblèmes de la vie bohème. Les chansons de l'album sont reprises maintes fois tout au long de la décennie par de nombreux artistes, notamment Eric Clapton qui enregistre Ramblin' on My Mind sur l'album classique Blues Breakers de John Mayall en 1966, et Cross Road Blues avec son propre power trio Cream, sur leur album de 1968 Wheels of Fire. Clapton enregistrera plus tard deux disques entiers des chansons de Johnson, Me and Mr. Johnson et Sessions for Robert J. Une copie King of the Delta Blues Singers est exposée en permanence dans le cadre de la collection de disques de Jimi Hendrix au musée Handel & Hendrix de Londres.

## Réalisation et réception
L'album est initialement publié le 11 septembre 1961 en LP mono par Columbia Records, qui a racheté ARC en 1938. Au moment de sa sortie, très peu de recherches ont été faites sur la vie de Johnson, et les notes de l'album contiennent des inexactitudes et de fausses conclusions, ainsi qu'un portrait spéculatif de la personnalité de Johnson. Alors que les deux portraits existants de lui sont découverts une décennie plus tard, la peinture de couverture représente un musicien sans visage en tenue campagnarde.
L'album est suivi en 1970 par King of the Delta Blues Singers, Vol. II, comprenant les enregistrements de Johnson restants à ce moment-là disponibles et ne figurant pas sur ce premier disque. King of the Delta Blues Singers est réédité en CD le 15 septembre 1998 par le label Legacy Recordings, filiale de Sony, avec une version alternative nouvellement découverte de Travelling Riverside Blues ajoutée en tant que morceau bonus. L'ingénieur du son original était Vincent Liebler. Mais entre-temps, un coffret intitulé The Complete Recordings, comprenant 42 enregistrements originaux, est publié par CBS en 1990.
Selon Greil Marcus, King of the Delta Blues Singers est le disque le plus important de tous les temps. Le Los Angeles Times écrit que les enregistrements de Johnson pour ces deux albums « ont révolutionné le style du Mississippi Delta qui est devenu le fondement du son du Chicago blues ». Le Wall Street Journal écrit que « lorsque son album King of the Delta Blues Singers a fait son chemin tardif en Angleterre au milieu des années 1960, il a dynamisé une génération de musiciens ». Eric Clapton cite King of the Delta Blues Singers, avec son deuxième volume, comme une des premières inspirations de sa carrière d'enregistrement. En 1980, King of the Delta Blues Singers devient le premier album à être intronisé au Blues Hall of Fame par la Blues Foundation. Le Hartford Courant sélectionne King of the Delta Blues Singers pour sa liste des « 25 enregistrements clés qui ont marqué notre époque » (1999). En 2020, l'album est classé 374e dans la liste des « 500 plus grands albums de tous les temps » du magazine Rolling Stone. Le magazine Mojo le classe sixième sur sa liste des « 100 disques qui ont changé le monde » (2007).

## Liste des pistes
| Face A | Face A                                          | Face A                | Face A | Face A | Face A | Face A | Face A | Face A | Face A |
| No     | Titre                                           | date d'enregistrement | Durée  |        |        |        |        |        |        |
| ------ | ----------------------------------------------- | --------------------- | ------ | ------ | ------ | ------ | ------ | ------ | ------ |
| 1.     | Cross Road Blues (prise inédite)                | 27 novembre 1936      | 2:28   |        |        |        |        |        |        |
| 2.     | Terraplane Blues (Vocalion 3416)                | 23 novembre 1936      | 2:58   |        |        |        |        |        |        |
| 3.     | Come On in My Kitchen (prise inédite)           | 23 novembre 1936      | 2:46   |        |        |        |        |        |        |
| 4.     | Walkin' Blues (Vocalion 3601)                   | 27 novembre 1936      | 2:28   |        |        |        |        |        |        |
| 5.     | Last Fair Deal Gone Down (Vocalion 3445)        | 27 novembre 1936      | 2:38   |        |        |        |        |        |        |
| 6.     | 32-20 Blues (Vocalion 3445)                     | 23 novembre 1936      | 2:50   |        |        |        |        |        |        |
| 7.     | Kind Hearted Woman Blues (Vocalion 3416)        | 23 novembre 1936      | 2:50   |        |        |        |        |        |        |
| 8.     | If I Had Possession Over Judgement Day (inédit) | 27 novembre 1936      | 2:34   |        |        |        |        |        |        |
| 22:08  |                                                 |                       |        |        |        |        |        |        |        |

| Face B | Face B                                 | Face B                | Face B | Face B | Face B | Face B | Face B | Face B | Face B |
| No     | Titre                                  | date d'enregistrement | Durée  |        |        |        |        |        |        |
| ------ | -------------------------------------- | --------------------- | ------ | ------ | ------ | ------ | ------ | ------ | ------ |
| 1.     | Preachin' Blues (Vocalion 4630)        | 27 novembre 1936      | 2:50   |        |        |        |        |        |        |
| 2.     | When You Got a Good Friend (inédit)    | 23 novembre 1936      | 2:35   |        |        |        |        |        |        |
| 3.     | Ramblin' on My Mind (prise inédite)    | 23 novembre 1936      | 2:49   |        |        |        |        |        |        |
| 4.     | Stones in My Passway (Vocalion 3723)   | 19 juin 1937          | 2:25   |        |        |        |        |        |        |
| 5.     | Traveling Riverside Blues (inédit)     | 20 juin 1937          | 2:43   |        |        |        |        |        |        |
| 6.     | Milkcow's Calf Blues (prise inédite)   | 20 juin 1937          | 2:14   |        |        |        |        |        |        |
| 7.     | Me and the Devil Blues (prise inédite) | 20 juin 1937          | 2:30   |        |        |        |        |        |        |
| 8.     | Hellhound on My Trail (Vocalion 3623)  | 20 juin 1937          | 2:36   |        |        |        |        |        |        |
| 21:18  |                                        |                       |        |        |        |        |        |        |        |

Piste bonus de la réédition de 1998 :
- Traveling Riverside Blues (prise inédite) - 20 juin 1937 - 2:39

Pistes bonus de la réédition de 2022 :
- Sweet Home Chicago
- I Believe I'll dust my Broom
- They're Red Hot
- Dead Shrimp Blues
- I'm a steady Rollin'man
- From Four until Late
- Little Queen of spades
- Malted Milk
- Stop Breakin' Down Blues
- HoneyMoon Blues
- Love in vain Blues

## Fiche technique
- Producteur original : Don Law
- Producteur et éditeur (LP) : Frank Driggs
- Remastérisation : Stanley Weiss
- Peinture de la pochette : Burt Goldblatt